# Canton du Nord-Lévezou
Le canton du Nord-Lévezou est une circonscription électorale française du département de l'Aveyron, créée par le décret du 21 février 2014 et entrée en vigueur lors des élections départementales de 2015.

## Histoire
Un nouveau découpage territorial de l'Aveyron entre en vigueur en mars 2015, défini par le décret du 21 février 2014, en application des lois du 17 mai 2013 (loi organique 2013-402 et loi 2013-403). Les conseillers départementaux sont, à compter de ces élections, élus au scrutin majoritaire binominal mixte. Les électeurs de chaque canton élisent au Conseil départemental, nouvelle appellation du Conseil général, deux membres de sexe différent, qui se présentent en binôme de candidats. Les conseillers départementaux sont élus pour 6 ans au scrutin binominal majoritaire à deux tours, l'accès au second tour nécessitant 12,5 % des inscrits au premier tour. En outre la totalité des conseillers départementaux est renouvelée. Ce nouveau mode de scrutin nécessite un redécoupage des cantons dont le nombre est divisé par deux avec arrondi à l'unité impaire supérieure. En Aveyron, le nombre de cantons passe ainsi de 46 à 23. Le canton du Nord-Lévezou fait partie des 21 nouveaux cantons du département, deux cantons conservant leur dénomination (Saint-Affrique et Villefranche-de-Rouergue).

## Représentation
| Période élective | Période élective | Mandat | Mandat   | Identité             | Nuance | Nuance | Qualité                                                                                |
| ---------------- | ---------------- | ------ | -------- | -------------------- | ------ | ------ | -------------------------------------------------------------------------------------- |
| 2015             | 2021             | 2015   | 2021     | Dominique Gombert    |        | DVD    | Assistante d'agence, adjointe au Maire de Luc-la-Primaube Sénatrice-suppléante         |
| 2015             | 2021             | 2015   | 2021     | Jean-Philippe Sadoul |        | UDI    | Responsable d'agence, maire de Luc-la-Primaube Vice-président du Conseil départemental |
| 2021             | 2028             | 2021   | en cours | Dominique Gombert    |        | DVD    | Conseillère sortante                                                                   |
| 2021             | 2028             | 2021   | en cours | Jean-Philippe Sadoul |        | UDI    | Conseiller sortant, vice-président chargé de l'emploi                                  |

### Résultats détaillés

#### Élections de mars 2015
Lors des élections départementales de 2015, le binôme composé de Dominique Gombert et Jean-Philippe Sadoul (UDI) est élu au premier tour avec 66,55% des suffrages exprimés, devant le binôme composé de Valérie Tavernier et Sébastien Vervialle (FG) (33,45%). Le taux de participation est de 57,25 % (5 715 votants sur 9 982 inscrits) contre 59,71 % au niveau départemental et 50,17 % au niveau national.

#### Élections de juin 2021
Le premier tour des élections départementales de 2021 est marqué par un très faible taux de participation (33,26 % au niveau national). Dans le canton du Nord-Lévezou, ce taux de participation est de 41,27 % (4 319 votants sur 10 466 inscrits) contre 43,28 % au niveau départemental. À l'issue de ce premier tour,  le binôme constitué de Dominique Gombert et Jean-Philippe Sadoul (DVC , 69,17 %), est élu avec 69,17 % des suffrages exprimés.

## Composition
Le canton du Nord-Lévezou est composé de quatre communes entières.
| Nom                                     | Code Insee | Intercommunalité       | Superficie (km2) | Population (dernière pop. légale) | Densité (hab./km2) | Modifier                                    |
| --------------------------------------- | ---------- | ---------------------- | ---------------- | --------------------------------- | ------------------ | ------------------------------------------- |
| Luc-la-Primaube (bureau centralisateur) | 12133      | CA Rodez Agglomération | 26,85            | 6 054 (2022)                      | 225                | modifier les données · modifier les données |
| Flavin                                  | 12102      | CC du Pays de Salars   | 50,77            | 2 376 (2022)                      | 47                 | modifier les données · modifier les données |
| Olemps                                  | 12174      | CA Rodez Agglomération | 12,79            | 3 531 (2022)                      | 276                | modifier les données · modifier les données |
| Sainte-Radegonde                        | 12241      | CA Rodez Agglomération | 30,48            | 1 774 (2022)                      | 58                 | modifier les données · modifier les données |
| Canton du Nord-Lévezou                  | 1214       |                        | 120,89           | 13 735 (2022)                     | 114                | modifier les données                        |

## Démographie
En 2022, le canton comptait 13 735 habitants, en évolution de +2,55 % par rapport à 2016 (Aveyron : +0,37 %, France hors Mayotte : +2,11 %).
| 2013   | 2018   | 2022   |
| ------ | ------ | ------ |
| 13 151 | 13 488 | 13 735 |